# Strumigenys subnuda
Strumigenys subnuda is een mierensoort uit de onderfamilie van de Myrmicinae. De wetenschappelijke naam van de soort is voor het eerst geldig gepubliceerd in 2010 door MacGown & Hill.